# Colonne de la duchesse d'Angoulême (Luz-Saint-Sauveur)
Pour l’article homonyme, voir Colonne de la duchesse d'Angoulême (Saint-Florent-le-Vieil).
Pour l’article homonyme, voir Colonne de la duchesse d'Angoulême (Angoulême).
La colonne de la duchesse d'Angoulême est une colonne commémorative érigée en 1824 à Luz-Saint-Sauveur.

## Localisation
Le monument est situé sur la commune de Luz-Saint-Sauveur (quartier de Saint-Sauveur), dans le département français des Hautes-Pyrénées en région Occitanie. La colonne est implantée au cœur du parc thermal dans l'alignement du monument à la duchesse de Berry, face à la villa Brauhauban.

## Histoire
La colonne de la duchesse d'Angoulême a été élevée en 1824 en hommage à Marie-Thérèse de France (1778-1851), fille aînée de Louis XVI et Marie-Antoinette et duchesse d'Angoulême, qui séjourna à Saint-Sauveur 28 jours entre juin et juillet 1823 à la maison Brauhauban.

## Caractéristiques
La colonne est en marbre gris prend la forme d'une colonne classique, composée d'un piédestal de section rectangulaire et d'un fût surmonté d'une sphère.